# Krásenské rašeliniště
Krásenské rašeliniště (též rašeliniště V borkách) je Evropsky významná lokalita vyhlášená v roce 2004. Lokalita je zahrnuta do soustavy Natura 2000. Jedná se vrchoviště, které bylo v 2. polovině 20. století silně poškozené povrchovou těžbou rašeliny. V původní podobě zůstala zachována jen malá část u severovýchodního okraje lokality. Předmětem ochrany je rašelinný les, přechodová rašeliniště, acidofilní smrčiny a degradovaná vrchoviště, která jsou ještě schopná přirozené obnovy.

## Popis oblasti
Lokalita se nachází v Karlovarském kraji v okrese Sokolov necelé 2 km západně od Krásna v CHKO Slavkovský les. Území tvoří mělká pánev pod jižním svahem Špičáku (828 m n. m.).

## Přírodní poměry
Horninové podloží tvoří žuly a migmatity (tzv. slavkovské ortoruly), okrajově do území zasahují amfibolity a pararuly. Tyto horniny jsou překryty rašelinnou vrstvou.

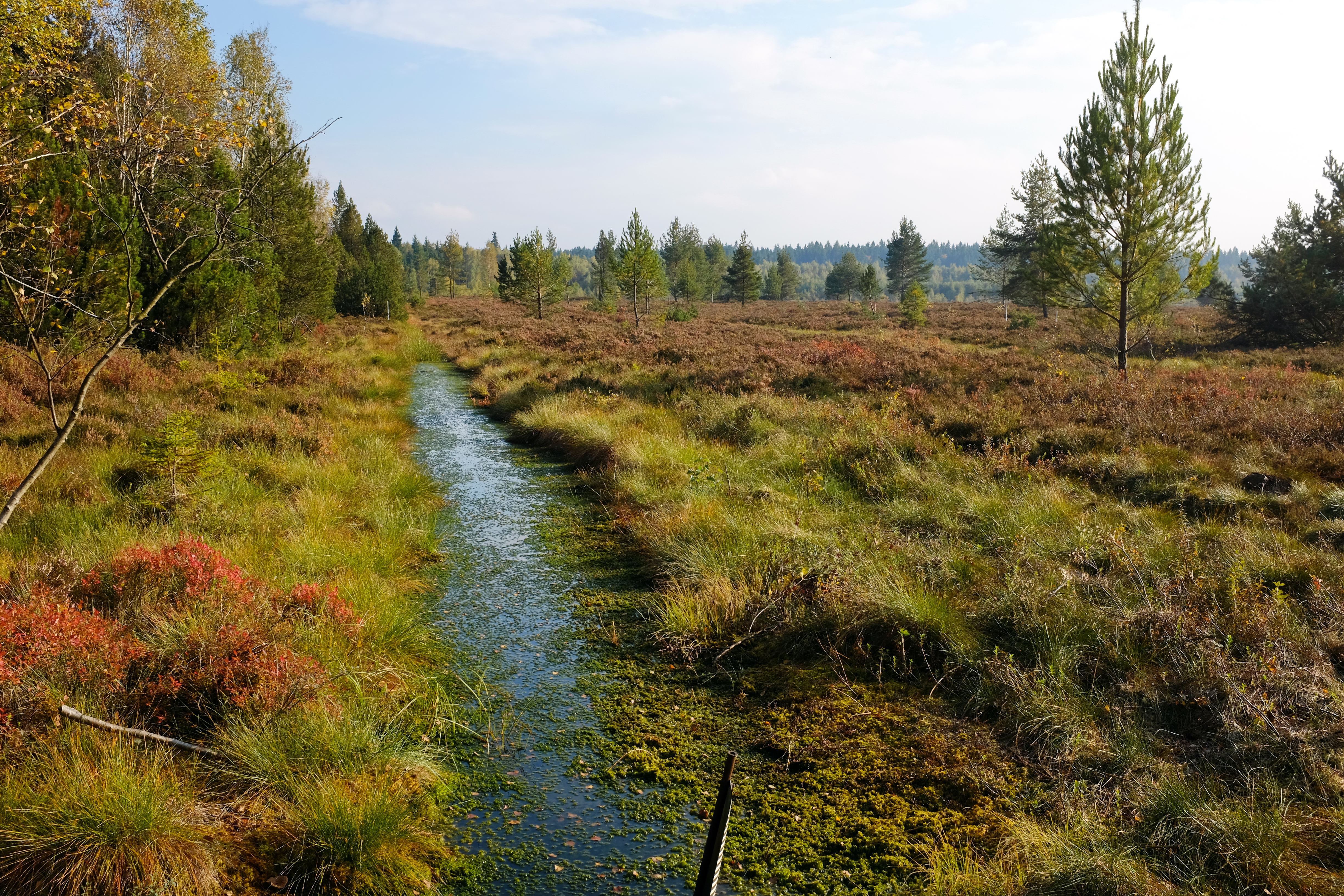
Krásenské rašeliniště (září 2017)

Mocnost rašelinné vrstvy ve střední části lokality dosahovala v minulosti až 7 m. Počátek ukládání rašeliny byl pylovou metodou určen na dobu před 8 až 10 tisíci lety. V západní části území se vyskytují sedimenty vodních toků. Na mapách III. vojenského mapování je vidět, že na několika místech lokality byla rašelina těžena už v minulosti. Rašelina se těžila tzv. borkováním, tedy odkrajování kvádrů (borek). Ty se následně vysušovaly a pak používaly k otopu. Průmyslová těžba rašeliny probíhala po roce 1980. Po odvodnění centrálními a obvodovými příkopy byla odstraněna svrchní vrstva s vegetací a následovalo plošné frézování rašelinných vrstev. Tato velkoplošná těžba byla ukončena až koncem 90. let 20. století.
Vrchoviště jsou sycena převážně srážkovou vodou. Hlavním odtokem z vrchoviště je Komáří potok.

### Flóra a fauna
Okolí vrchoviště tvoří původní porosty rašelinné borovice nejasné taxonomie, pravděpodobně se jedná o křížence borovice blatky (Pinus rotundata) a borovice kleče (Pinus mugo), tj. borovici bažinnou (Pinus x pseudopumilio), která je blízká spíše horským vrchovištím než blatkovým porostům. V severovýchodní části se zachovala těžbou nenarušená část s vegetací otevřených vrchovišť s bohatým výskytem rosnatky okrouhlolisté (Drosera rotundifolia), kyhanky sivolisté (Andromeda polifolia), šichy černé (Empetrum nigrum), klikvy bahenní (Oxycoccus palustris) a řady rašeliníků (Sphagnum). V rašelinných smrčinách roste suchopýr pochvatý (Eriophorum vaginatum), v zamokřených okrajových partií vrchoviště vlochyně bahenní (Vaccinium uliginosum) a suchopýr úzkolistý (Eriophorum angustifolium).
Z živočichů je na lokalitě významný výskyt některých druhů vážek, vážky čárkované (Leucorrhinia dubia) a vážky jasnoskvrnné (Leucorrhinia pectoralis). Žije zde relativně početná populace žluťáska borůvkového (Colias palaeno), byl zaznamenán výskyt hnědáska chrastavcového (Euphydryas aurinia). Poměrně početná je na území lokality populace zmije obecné (Vipera berus).